# Віхрув (Нижньосілезьке воєводство)
Віхрув (пол. Wichrów, нім. Weicherau) — село в Польщі, у гміні Костомлоти Сьредського повіту Нижньосілезького воєводства.
Населення — 314 осіб (2011).
У 1975-1998 роках село належало до Вроцлавського воєводства.

## Демографія
Демографічна структура станом на 31 березня 2011 року:
|          | Загалом | Допрацездатний вік | Працездатний вік | Постпрацездатний вік |
| -------- | ------- | ------------------ | ---------------- | -------------------- |
| Чоловіки | 148     | 30                 | 109              | 9                    |
| Жінки    | 166     | 38                 | 102              | 26                   |
| Разом    | 314     | 68                 | 211              | 35                   |